# Henry Stephens (1796-1864)
Henry Stephens, (né en mars 1796 et décédé le 15 septembre 1864) est un médecin, chirurgien, chimiste, écrivain, poète, inventeur et entrepreneur. À la faculté de médecine de Londres, il partage un appartement avec son ami le poète John Keats. Il écrit des traités sur la hernie et le choléra, et mène des expériences pour améliorer les encres d'écriture et les teintures de bois.
En 1832, après des années d’expérimentation il crée une encre indélébile bleu-noir, brevetée en 1837. Il fonde l'entreprise Stephens' Ink qui devient une marque mondiale avec une image célèbre de taches d'encre.

## Jeunesse

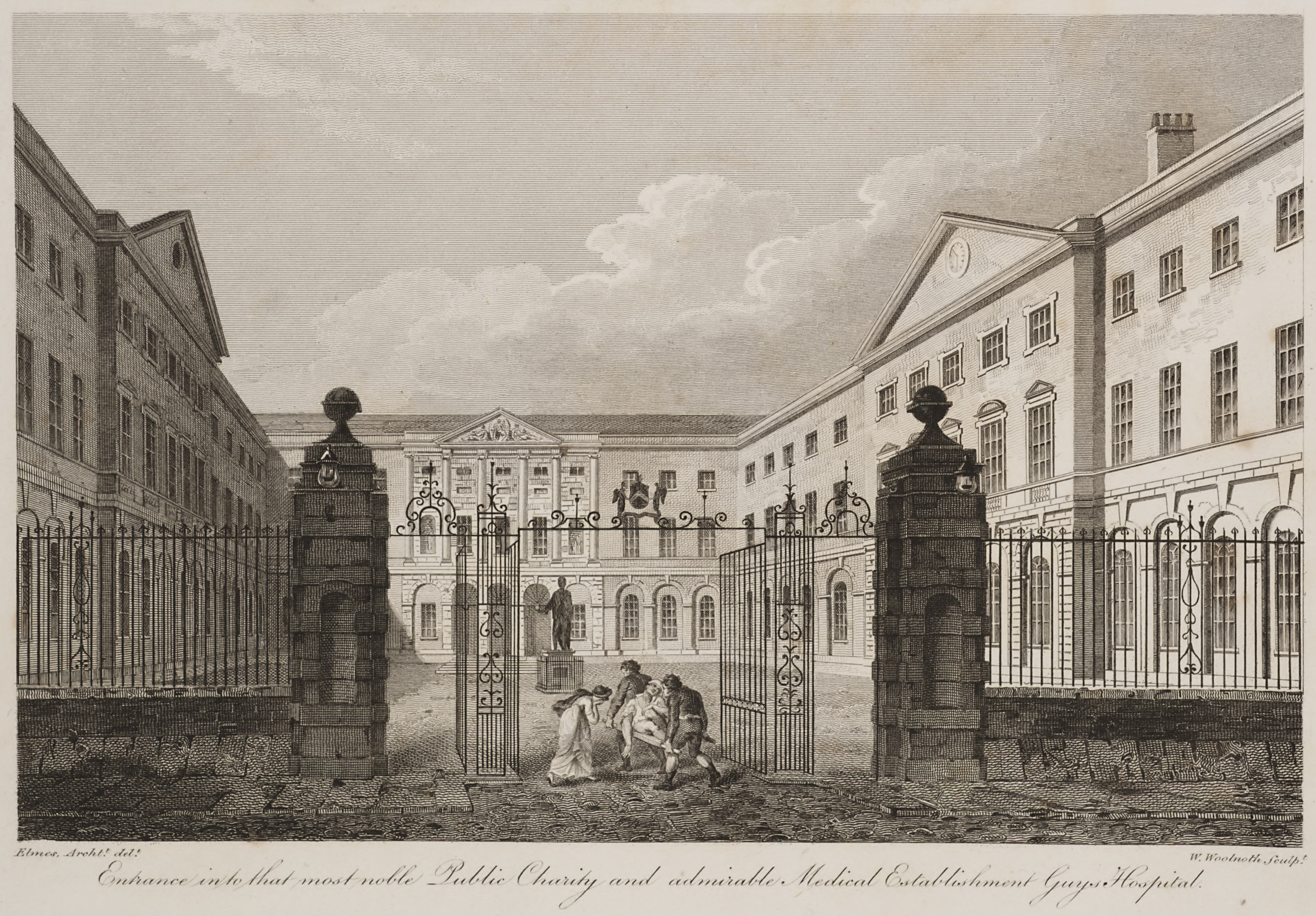
Gravure de William Woolnoth de l'entrée dessinée Guy's Hospital par l'architecte James Elmes où Henry Stephens étudie avec John Keats.

Henry Stephens est né dans le quartier de Holborn à Londres. Il est le second fils de Joseph Stephens (1771–1820) et de son épouse Catherine (1763–1843), née Farey, qui déménage vite à la campagne avec son jeune frère John dans le Hertfordshire. La famille vit quelque temps à Hatfield où ses sœurs Frances (1798–1860) et Catherine (1800–1855) sont nées. Vers 1801 ils déménagent à Redbourn près de St Albans où le cinquième enfant, Josiah (1804–1865) naît. Joseph Stephens devient aubergiste de The Bull, la principale auberge et le relais très fréquenté de Redbourn High Street sur le parcours principal de diligence entre Londres et le nord.
En 1811 Stephens est apprenti auprès d'un médecin de Markyate, à 5 kilomètres au nord de Redbourn puis en 1815 il est admis comme élève de l'école commune des hôpitaux du Guy's Hospital et St Thomas' Hospital à Londres. Il partage son logement au 28 St Thomas Street, Southwark, avec George Wilson Mackereth, et John Keats, qui deviendra le célèbre poète. C’est à cette époque qu'en 1816, que Keats compose le célèbre vers d'Endymion « A thing of beauty is a joy forever ... »,.
Le 14 mars 2002, dans le cadre de la Semaine nationale de la Science, le poète lauréat Andrew Motion dévoile une plaque commémorative sur la façade du 28 St Thomas Street en souvenir à la colocation de Keats et Stephens pendant leurs études de médecine au Guy's Hospital et au St Thomas' Hospital en 1815–1816.

## Redbourn, 1817–1828
Après obtention de son diplôme, Stephens rentre à Redbourn où il pratique la médecine pendant dix ans, devant traiter des situations médicales comme des accidents agricoles ou des sujets vétérinaires. Son ami, chirurgien Astley Paston Cooper, médecin du roi Guillaume IV, l'encourage à rentrer à Londres où ses compétences seront mieux employées.

## Récits de voyages touristiques
En novembre 1827 Stephens entreprend ce qu'il nomme son « Excursion vers le Nord », un voyage commencé par diligence par le Northampton et le Leicestershire vers Derby et le Staffordshire. Il visite Chatsworth House et Haddon Hall et marche dans la région de Matlock. Stephens continue vers Manchester et Liverpool, visite les mines de sel de Northwich puis va à Eaton Hall par Chester où il visite à cheval le domaine du Marquis de Westminster Robert Grosvenor (Ancêtre des ducs de Westminster).
Il traverse Wrexham pour aller à Shrewsbury où il prend la diligence de Holyhead à Birmingham, puis à Worcester, Tewkesbury et Gloucester jusqu'à Bristol. À Bristol, il profite du Clifton Down (en) mais il a des difficultés à traverser la rivière Avon par le ferry car le pont suspendu de Clifton n'a pas été encore construit. À Bath Stephens visite les carrières de pierres et ses bains dans le Grand Pump Room et rentre finalement à Londres par diligence en passant par Marlborough, la Savernake Forest (en), Henley et Windsor.
Ses pérégrinations, qui prennent plus d'un mois figurent dans un « Journal » de 14 000 mots à son retour. Ce journal est repris dans une monographie éditée en 1997 par sa descendante Jennifer Stephens aux éditions The Stephens Collection à Finchley. Le médecin y fait des observations précises sur la vie quotidienne et la société en Angleterre sous le règne de George IV avant l'avènement du chemin de fer.

## Southwark (1829–1843) et premier mariage
Le docteur Henry Stephens ouvre un cabinet au 54 Stamford Street (en), près de Blackfriars Bridge et non loin de Guy's Hospital and St Thomas' Hospital. En septembre 1829, à l'église Holy Trinity Church, Marylebone il épouse Hannah Woodbridge originaire de Christchurch dans le comté de Surrey. En décembre 1830, ils ont une fille Harriot qui meurt de la consomption (tuberculose). Le pire arrive en avril 1832 quand Hannah meurt aussi de la même maladie. La mère et sa fille sont enterrées au cimetière de St Mary à Redbourn.
En dépit de ses ennuis et d'une série d'épidémies de choléra qui l'occupe beaucoup, sa pratique médicale est florissante et il trouve le temps de devenir un expert des hernies. En 1831, l'année où sa fille meurt, il publie un livre sur le sujet (A Treatise on Obstructed and Inflamed Hernia: and on Mechanical Obstructions of the Bowels Internally). Un exemplaire original du livre dédicacé au Dr Hope est conservé à la bibliothèque Wellcome Library de Londres.
Pendant les années 1830 Stephens est un membre très actif de la Medical Society de Londres. Il devient également un expert du choléra qui est encore un problème à Londres jusqu'à ce que John Snow mette fin aux épidémies par son célèbre retrait des poignées de pompe du puits contaminé par les eaux usées de Broad Street, Soho, en 1854.

## Inventeur
À partir de 1830 Stephens fait des expériences chimiques et fabrique de l'encre dans la cave du 54 Stamford Street, peut-être à titre de loisir mais plus probablement pour répondre à l'insatisfaction de la piètre qualité des encres de l'époque.
Malgré la pression de ses amis et de ses proches pour qu’il abandonne cette activité et poursuive sa carrière de professionnel de la santé, Stephens continue à expérimenter avec ses encres et ses teintures. Au fur et à mesure que la population devenait de plus en plus lettrée, le matériel d'écriture était très demandé et Stephens transforme son écurie où il gardait son cheval et sa voiture, en une usine, employant un contremaître et des employés pour gérer la mise en bouteille.
En 1832 le nom de la compagnie Stephens' Ink est enregistré. Stephens décide rapidement d'exporter sa production. Il voyage à Paris où il engage un agent pour le représenter en France, ainsi qu'un autre agent à New York. Les brevets sont déposés en 1837. L'introduction du système du Penny Post (en) et du timbre-poste en 1840 contribue encore à l'accélération de la demande de matériel d'écriture.
L'invention de Stephens est saluée comme supérieure à ses rivaux. Une longue lettre de Wm. Baddeley de 1836 dans le Mechanics' Magazine, Register, Journal and Gazette vante ses mérites.
L'encre de Stephens est réputée pour sa faculté à ne pas s'effacer. Son encre brevetée sera utilisé pour les registres d'état-civil du Royaume-Uni.

## Second mariage (1840)
En 1840, Stephens se remarie huit ans après le décès de Hannah avec Anne O'Reilly, une célibataire de 26 ans de Holborn. Les noces sont célébrées le 3 mai à St Andrew's church à Holborn. Après un voyage de noces à Bruxelles, le couple s'installe à York Road à Lambeth. Deux enfants naissent rapidement de cette union Henry Charles en 1841 et Martha en 1843. Ils auront quatre autres enfants : Harold, Catherine (Kitty), Ellen et Julian.
En 1844, le Dr Stephens publie à Londres The Book of the Farm: Detailing the Labours of the Farmer, Farm-steward, Ploughman, Shepherd, Hedger, Cattle-man, Field-worker, and Dairy-maid, un ouvrage de référence qui fournit des informations précieuses aux historiens de l'agriculture qui sert de base au documentaire de 2009 produit par BBC Two : Victorian Farm.
En 1846 le docteur et sa famille, lassés du bruit et de la misère de la Cité, déménagent à dix kilomètres au nord dans le village verdoyant de Finchley, où ils ont acquis une maison spacieuse, Grove House, avec des dépendances et plusieurs champs adjacents à Ballards Lane. La partie la plus ancienne de la maison a été démolie et réaménagée et il y avait des écuries pour les chevaux et d'autres animaux. Dans les années qui suivent, Martha, puis Henry, sont envoyés à l'école à Paris pour apprendre le français.

## Produits
L'Exposition universelle de 1851 se tient à Hyde Park dans Londres. Le "fluide d'écriture bleu-noir" indélébile de Stephens et d'autres encres ont reçu des critiques favorables de la presse. Ses teintures à bois de la société pour le chêne, l'acajou et le noyer ont été utilisées sur les portes et les panneaux des bâtiments de l'exposition.
Plus tard cette année-là, les publicités de la société Ink de Stephens citaient non seulement des encres et des teintures pour le bois, mais aussi des crayons à propulser, des règles parallèles, des amortisseurs pour timbres et étiquettes ainsi que des marques parrainées par le Prince Albert et d'autres têtes couronnées européennes.

## Henry Charles Stephens
En 1852 Henry Charles, alors âgé de 11 ans, revient de Paris pour étudier à l'University College School à Londres. Il y reste cinq ans pour étudier la chimie à l'école des Mines de Kensington. Le Dr Stephens était ami avec Michael Faraday qui reçoit souvent son jeune fils à ses conférences de la Royal Institution.
À peu près à la même époque, le Dr Stephens a continué à enseigner à son fils aîné la préparation des encres et des teintures de bois dans ses ateliers de Grove House à Finchley dans le cadre d’une sorte d’apprentissage. L'expérience s’avère inestimable lorsque le jeune Henry va plus tard travailler dans l'usine de son père. Henry Charles épouse, en 1863, Agnes Mackereth, fille du vieil ami de son père à l'école de médecine.

## Décès
Le 15 septembre 1864, le sort frappe le Dr Stephens, alors qu'il rentre du bureau de Henry Charles, qui s'évanouit et meurt à Farringdon. Son fils est monté dans un train, croyant que son père se trouvait dans la foule derrière lui et n'a appris le décès de son père disparu plus tard dans la soirée.
Le médecin a été profondément regretté, à Londres comme à Finchley. Outre Michael Faraday, il comptait parmi ses amis personnels John Glover, bibliothécaire de la reine Victoria ; Thomas Sopwith (en), géologue et ingénieur des mines ; et Benjamin Ward Richardson, éminent médecin et physiologiste. Lors de ses funérailles, il est dit que, même si le docteur Henry avait consacré sa vie au service de la science, il aspirait beaucoup à la littérature et aux arts et avait un grand amour de la justice.
Il est enterré au St Marylebone Cemetery à Finchley, où un monument rend hommage à lui et à d'autres membres de sa famille. Son nom est donné à une rue de Redbourn, la Stephens Way.
La compagnie créé par le Dr Stephens perdure pendant un siècle après sa mort. Son fils ainé Henry Charles Stephens (en) la dirige jusqu'à 1918. Il sera également entrepreneur, philanthrope et député de Hornsey et Finchley de 1887 à 1900.

## The Stephens Collection
Un petit musée, The Stephens Collection, à Finchley, au nord de Londres, présente l'histoire de la famille Stephens et du fabricant d'encre éponyme ainsi que l'évolution du matériel d'écriture. Le musée est situé dans un nouveau centre d'accueil des visiteurs, dans les anciennes écuries de l'avenue House (en), demeure de Henry "Inky" Stephens de 1874 jusqu'à sa mort en 1918. Dans son testament, il léguait Avenue House et ses dix hectares de jardins aux « habitants de Finchley », détenu en fidéicommis par le conseil de district urbain de Finchley tant qu'il resterait ouvert « à l'usage et au plaisir toujours du peuple ».
La maison et les terrains, maintenant connus sous le nom de Stephens House and Gardens, sont gérés par le Avenue House Estate Trust, une œuvre de bienfaisance locale, à des fins d'intérêt public et en tant que mémorial dédié au Dr Stephens et à son fils Henry Charles.